# Parc des 28 gardes de Panfilov
Le Parc des 28 gardes de Panfilov (russe : Парк имени 28-ми гвардейцев-панфиловцев) est un parc situé dans la ville d'Almaty au Kazakhstan.

## Histoire

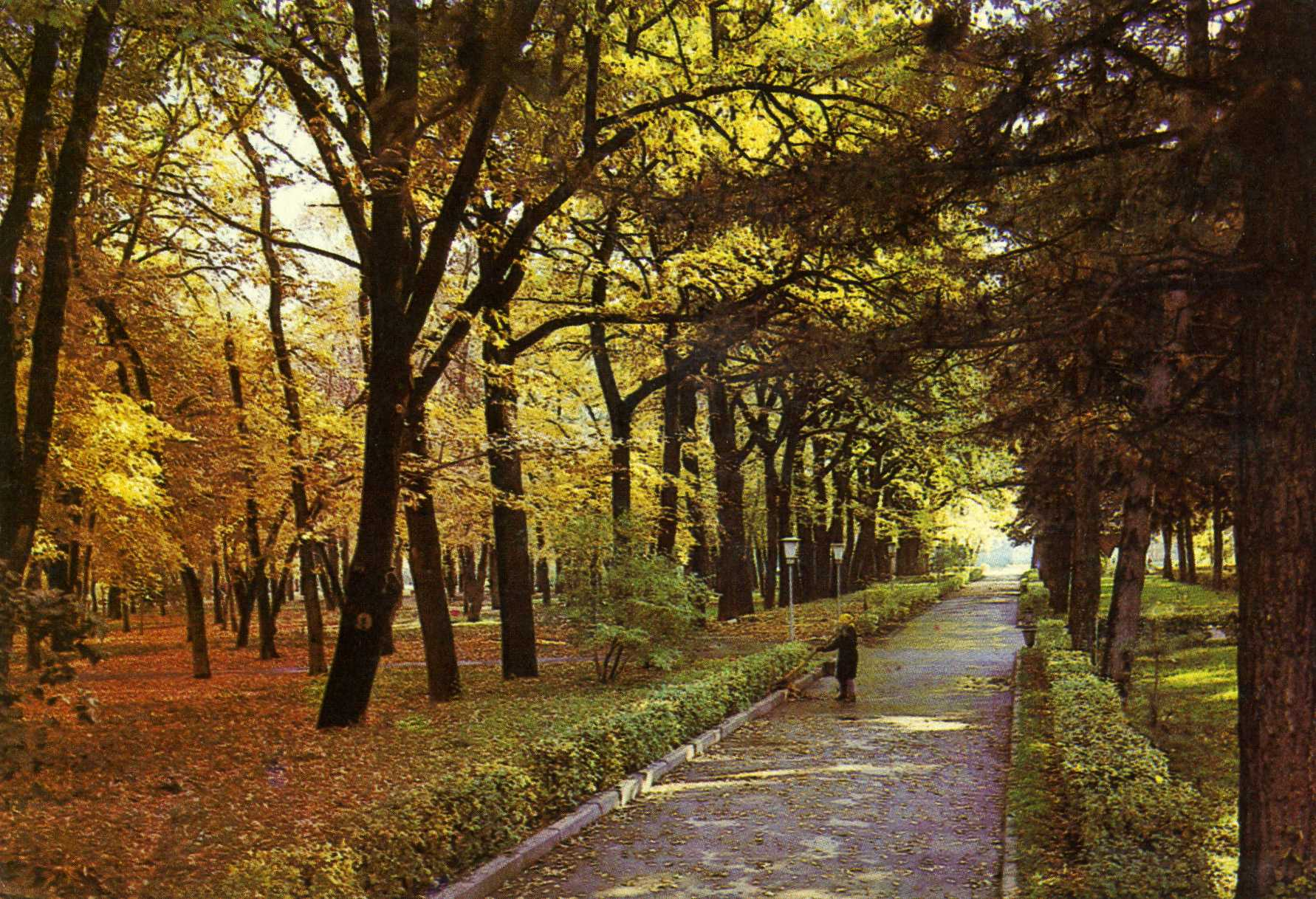
Une allée du parc en automne.
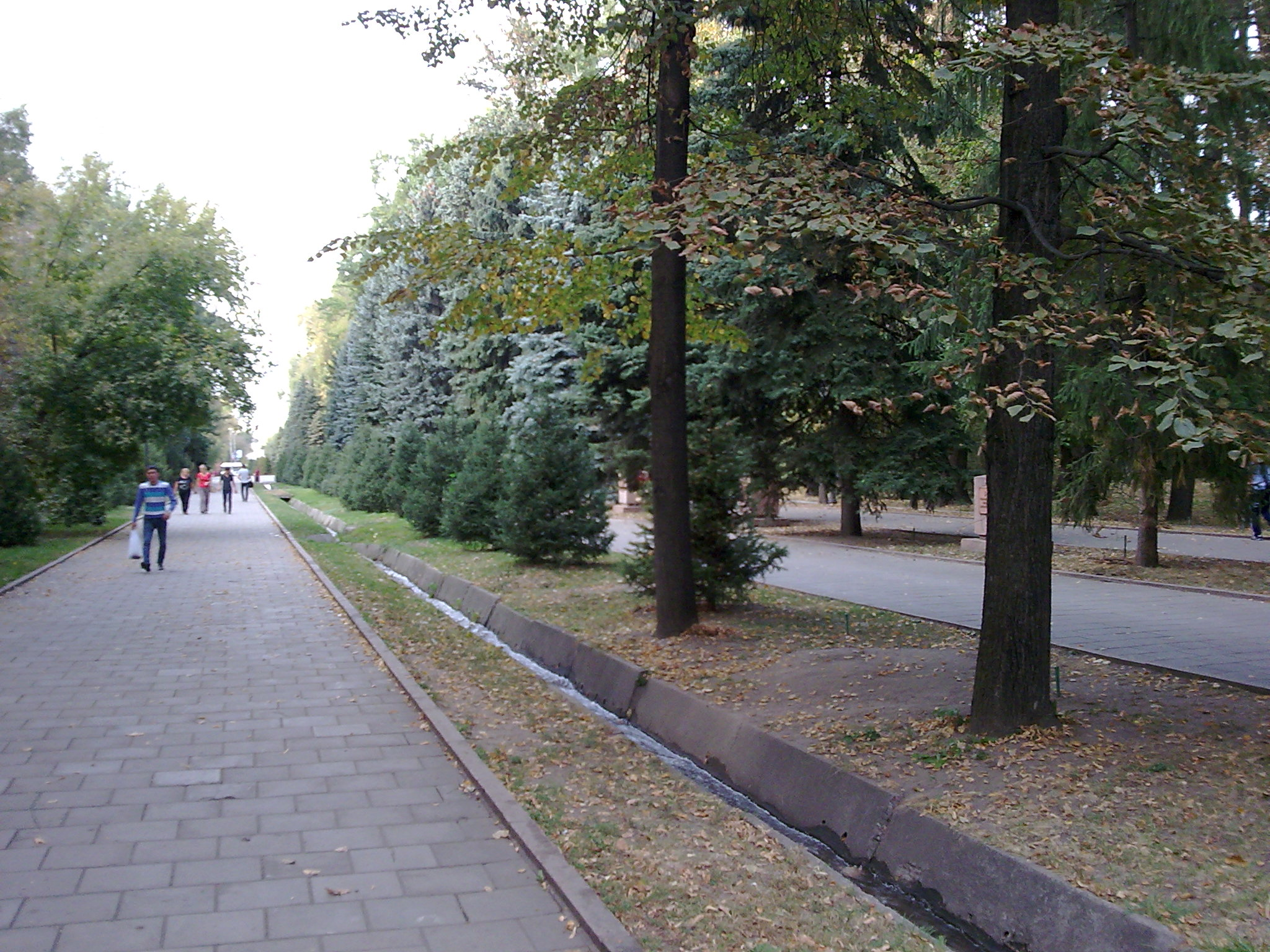
Une autre allée du parc.

Après la fondation de la ville d'Almaty, cette zone faisait office de cimetière. Elle sera transformée en parc en 1870. À l'occasion du 100e anniversaire du poète russe Alexandre Pouchkine, le parc est rebaptisé Parc Pouchkine, devenu depuis le 5 mai 1942, Parc des 28 gardes de Panfilov en mémoire des gardes du général Ivan Panfilov.
En 1975, le parc est rénové et un mémorial pour les soldats tombés au combat de la seconde Guerre mondiale lui est adjoint.

## Bâtiments du parc
| Bâtiment                              | Image | Année |
| ------------------------------------- | ----- | ----- |
| Cathédrale de l'Ascension (ou Zenkov) |       | 1903  |
| Musée des instruments de musique      |       | 1908  |

## Monuments et statues du parc
| Monuments                                                               | Image | Année |
| ----------------------------------------------------------------------- | ----- | ----- |
| « Exploit ». Mémorial de la Victoire.                                   |       |       |
| Ivan Panfilov                                                           |       |       |
| Tokash Bokin (ru)                                                       |       |       |
| Monument aux soldats du Kazakhstan morts durant la guerre d'Afghanistan |       |       |
| Baourjan Momych-Ouli                                                    |       |       |